# Ron Jarzombek
Ron Jarzombek est un guitariste américain. Il joue entre autres au sein des groupes de metal progressif Watchtower (depuis 1987) et Spastic Ink et au sein du supergroupe Blotted Science. Il mène aussi une carrière solo et apparaît également sur de nombreux albums en tant qu'invité (Marty Friedman, Jeff Loomis, Obscura…).
Il est considéré comme étant l'un des guitaristes de metal progressif les plus influents et est même surnommé « parrain du metal technique ».

## Biographie
Ron fait sa première apparition au sein du groupe S.A Slayer en 1988, avec lequel il réalise l'album Go for the Throat. Peu de temps après, il rejoint le groupe de metal progressif Watchtower, avec lequel il enregistre l'album Control and Resistance en 1989.
Dans les années 90, il fonde, avec son frère Bobby, le groupe Spastic Ink. Ils réaliseront deux albums avant de se séparer.
En 1998, Ron commence sa carrière solo avec l'album PHHHP!. S'en suivra deux autres albums, Solitarily Speaking of Theoretical Confinement et PHHHP! Plus, sortis respectivement en 2002 et 2009.
En 2005, Ron fonde Blotted Science, avec le bassiste Alex Webster de Cannibal Corpse et le batteur Chris Adler de Lamb of God. Adler quittera très rapidement le groupe, à cause de son emploi du temps déjà très chargé avec Lamb of God, et sera remplacé en 2010 par Hannes Grossmann d'Obscura.

## Famille
Ron a deux grands frères, Ralph, un claviériste, et Bobby, un batteur ayant joué notamment avec Rob Halford, Sebastian Bach, Fates Warning et Riot avec lequel il jouait au sein de Spastic Ink.

## Équipement
Ron joue sur des guitares qu'il fabrique lui-même, essentiellement parce qu'il est exigeant en matière de guitares.

## Discographie

### AvecWatchtower
- 1989 - Control and Resistance[5]
- 2016 - Concepts of Math: Book One (EP, compilation de titres publiés au format digital en 2010 et 2015)

### Avec Blotted Science
- 2007 - The Machinations of Dementia
- 2011 - The Animation of Entomology (EP)

### Avec Spastic Ink
- 1997 - Ink Complete
- 2004 - Ink Compatible

### En solo
- 1998 - PHHHP!
- 2002 - Solitarily Speaking of Theoretical Confinement
- 2009 - PHHHP! Plus
- 2012 - Beyond Life And Cosmic Kinetics (single)[6]

### Autres albums
- 1988 - S.A. Slayer - Go for the Throat
- 1998 - Gordian Knot - Gordian Knot
- 2006 - Loch Vostok - Destruction Time Again
- 2007 - Marty Friedman - Exhibit A: Live in Europe
- 2007 - Odious Mortem - Cryptic Implosion
- 2008 - Jeff Loomis - Zero Order Phase
- 2009 - Obscura - Cosmogenesis
- 2014 - Hannes Grossmann - The Radial Covenant